# Amata seminigroides
Amata seminigroides là một loài bướm đêm thuộc phân họ Arctiinae, họ Erebidae.